# Katherine Griffith
Katherine Kiernan Griffith (San Francisco, 30 de septiembre de 1876– Los Ángeles, 17 de octubre de 1921), también conocida como Catherine Kiernan, fue una actriz de carácter estadounidense en teatro y en películas mudas.

## Primeros años
Catherine Kiernan nació en San Francisco, hija de los inmigrantes irlandeses Peter Kiernan y Catherine Kiernan.

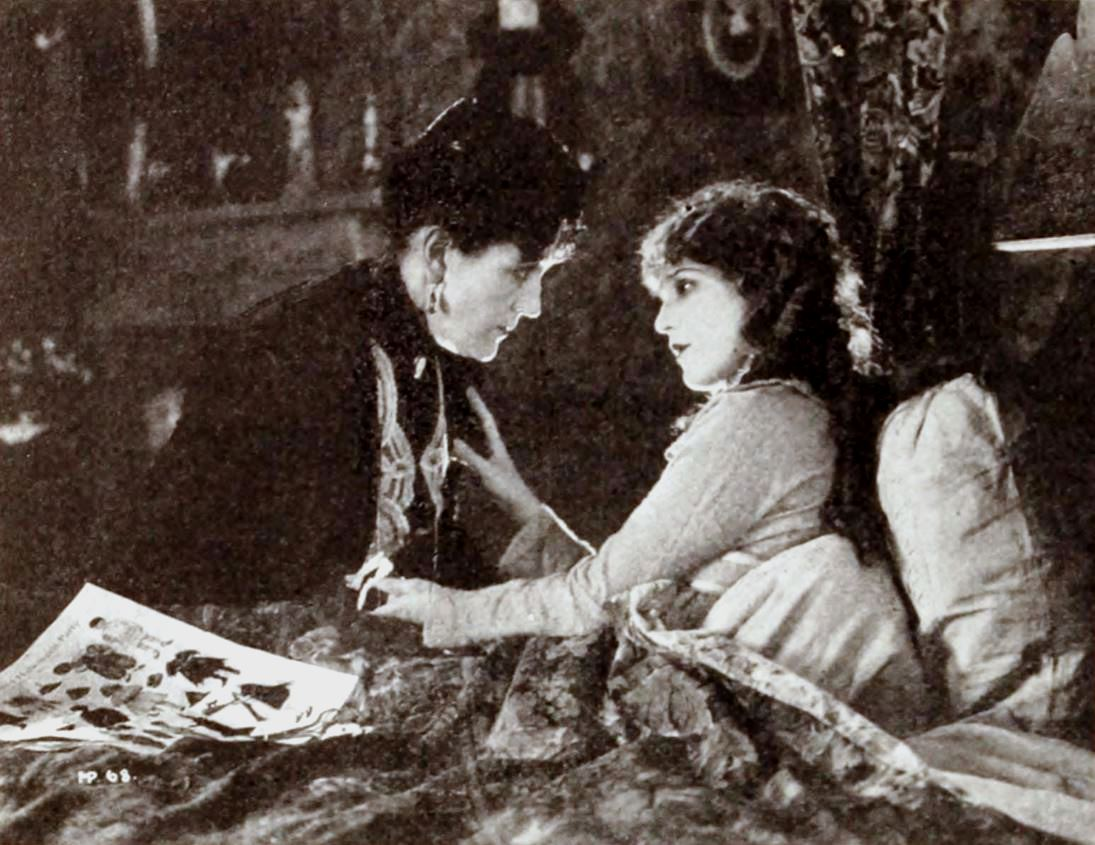
Katherine Griffith y Mary Pickford en Pollyanna (1920)

## Carrera
Griffith tuvo una carrera en el vodevil y el teatro musical antes de pasar al cine. Descrita como una "mujer grande e imponente", apareció en docenas de películas mudas, entre ellas Tess of the D'Urbervilles (1913), The Gray Nun of Belgium (1915), The Greater Power (1916), Murdered by Mistake (1916), A Little Princess (1917) con Mary Pickford, In Judgment Of (1918), A Yankee Princess (1919) con Bessie Love, The Woman Thou Gavest Me (1919), The Spite Bride (1919) con Olive Thomas, The Woman Next Door (1919), Pollyanna (1920), de nuevo con Mary Pickford, Huckleberry Finn (1920), con su hijo Gordon Griffith como Tom Sawyer, Mid-Channel (1920), y They Shall Pay (1921).

## Vida personal
Kiernan se casó con su compañero actor Harry Sutherland Griffith en 1897. Tuvieron tres hijos, Gordon, Graham y Gertrude; su hijo Gordon se convirtió en actor infantil. Katherine Griffith murió repentinamente de un derrame cerebral en 1921, a los 45 años, en su casa de Los Ángeles.